# Monte Fernow
Il monte Fernow (in inglese Mount Fernow) è un'alta vetta compresa nelle North Cascades, una sezione della più vasta catena delle Cascate, nello stato del Washington e all'interno della riserva naturale di Glacier Peak della foresta nazionale di Wenatchee National. Con i suoi 2819 m s.l.m., costituisce l'ottava vetta più alta di Washington e la terza cima non vulcanica maggiore dello stato. Risulta inoltre la vetta più elevata tra i monti Entiat, un sottogruppo delle Cascate. Grazie alla sua prominenza topografica pari a 875 m, resta il sessantesimo picco più importante nel Washington. La vetta maggiormente vicina è Copper Peak, 1,42 km a nord, mentre più alta a poca distanza è Bonanza Peak, a 9,6 km a nord.
Il monte Fernow è fiancheggiato da diversi ghiacciai, come del resto accade anche per il non troppo distante Seven Fingered Jack a sud. Le sorgenti del fiume Entiat sorgono dalle pendici meridionali del monte Fernow e dalle pendici orientali del Seven Fingered Jack.

## Storia
Il monte Fernow è stato così designato da Albert H. Sylvester in onore di Bernhard Fernow, un guardaboschi tedesco che si trasferì negli Stati Uniti e lavorò per la Divisione Forestale del Dipartimento dell'Agricoltura degli Stati Uniti alla fine del XIX secolo.
Il monte Fernow fu raggiunto per la prima volta nel 1932 da un gruppo di alpinisti che includeva Oscar Pennington e Hermann Ulrichs.
Un piccolo lago senza nome si trova sulle pendici nord-occidentali di Fernow: per raggiungerlo occorre attraversare gruppi numerosi di rocce.